# Geschwurbel
Geschwurbel (siehe auch verschwurbelt) ist ähnlich wie Geschwafel (synonym Gefasel, anders Geschwätz) ein abwertend gebrauchter Ausdruck der Umgangssprache für vermeintlich oder tatsächlich unverständliche, realitätsferne oder inhaltslose Aussagen. Anwendung findet das Wort vorwiegend in Umgebungen, wo sprachliche Ausdrucksformen für eine abgrenzende Darstellung von besonderer Bedeutung sind, so in Politik, Religion, Werbung oder auch den Geisteswissenschaften. In der Literatur- und Kunstkritik wird die Bezeichnung verwendet, um schlechten Stil zu tadeln.
Sowohl Abschnitte geschriebener Texte wie Teile gesprochener Rede können als Geschwurbel bezeichnet werden. Für den Herabsetzungsversuch wird meist kein Inhaltsbezug aufgenommen, häufig ist darüber hinausgehend intendiert, einer argumentativen Darlegung für die beabsichtigte Abqualifikation auszuweichen. Da für eine begriffliche Bestimmung des Ausdrucks markierte Aussageinhalte selten umreißbar sind, wird oft der sprachliche Akt der Selbstdarstellung näher betrachtet (siehe Abschnitt Politik).

## Etymologie und Verbreitung
Das Wort Geschwurbel leitet sich etymologisch als Verbalsubstantiv von dem Verb schwurbeln, schwürbeln, schwirbeln (mittelhochdeutsch swerben, für schwindlig werden, taumeln, sich im Kreise drehen, sich wirbelnd bewegen, wirbelnd sich bewegen, in verwirrter Menge sich bewegen) her und steht neben den Substantiven Schwurbel und Schwirbel mit ähnlicher Bedeutung, hebt aber im Unterschied zu diesen weniger auf den einzeln gefassten Vorgang ab als auf dessen Wiederholung. Im Grimmschen Deutschen Wörterbuch wird es als Lemma aufgeführt und mit „verworrene menge, schwarm, confuser lärm, taumel“ wiedergegeben, als Belegstelle dient Johann Andreas Schmellers Bayerisches Wörterbuch. Das zugrundeliegende Verb ist aus dem urgermanischen Verb *swerbaną- „reiben, wischen“ ererbt.
Das Wort ist im deutschen Sprachgebiet nicht allerorts etabliert und wird eher selten gebraucht: Laut Textkorpus der Universität Leipzig gehört es zur Häufigkeitsklasse 17 (zum Vergleich: Geschwafel zählt zur Häufigkeitsklasse 15). Im Rechtschreibduden war es in der 25. Auflage (2009) wie der 24. (2006) nicht enthalten, doch wird es inzwischen im Duden online aufgeführt. Im Sinne von seichtem oder törichtem Gerede werden Gelaber, Geschwätz, Schmarrn  (fränkisch Gschmarri) oder Geschwafel (fränkisch Gwaaf) oft synonym verwendet. Schwafeln ist über eine mutmaßliche Form schwâweln mit schwabbeln, schwappen verwandt (u/f/b-Verwandtschaft), aus einem Wortstamm mit dem Bedeutungsfeld „beben, zittern, schwanken, wackeln“, und verweist so wie „schwurbeln“ auf eine Bewegung, deren Richtung nicht festliegt.

## Anwendung

### Politik
In der Politik werden zu bestimmten Anlässen (Interviews, Gesprächsrunden) immer wieder vorgetragene Gemeinplätze als Geschwurbel bezeichnet.

### Kultur
Der Ausdruck wird auch in Bezug auf Werke der bildenden Kunst (abstraktes Geschwurbel in Öl) und Philosophie (gelehrtes Geschwurbel über Gott und die Welt) verwendet, gelegentlich mit besonderem Bezug auf die Postmoderne (Das klingt nach postmodernem Geschwurbel).
Eine unter anderem von Eckhard Henscheid verwendete Variante ist Hirnschwurbel.

### Pseudowissenschaft
Pseudowissenschaftliche Äußerungen werden von Kritikern Schwurbel genannt. Während das Wort Schwurbel vor 1986 kaum nachzuweisen ist, breitete es sich ab 2021 mit der COVID-19-Pandemie über die sozialen Medien bis in die Feuilletons der großen Zeitungen aus. Bezeichnet wurden mit diesem Begriff vor allem Äußerungen, die sich zum vorherrschenden Umgang mit der Pandemie und Ungeimpften kritisch verhielten. Schwurbler wurden Verschwörungstheoretiker, Querdenker und oft auch diejenigen genannt, die pauschale Verurteilungen von Ungeimpften problematisierten.